# Charte de Bruxelles
La Charte de Bruxelles est une pétition internationale rédigée par un ensemble d'organisations non étatiques qui ont en commun de lutter pour de meilleures conditions de vie sur la Terre. Elle rejoint l'ensemble des organisations qui luttent pour la reconnaissance juridique de l'écocide. 
Elle concentre essentiellement son action sur le terrain juridique. Elle demande que les crimes contre l'environnement soient reconnus par le droit international de façon analogue aux crimes contre l'humanité, et puissent par conséquent entraîner des sanctions pour les États, les entreprises ou les personnes qui les commettent. Elle demande aussi la création d'un Tribunal pénal à l'échelle européenne. 
La Charte est signée par les organisations au Parlement européen le 30 janvier 2014. 